# Nikolai Sokoloff
Nikolai Grigoryevich Sokoloff (Kiev, 28 maggio 1886 – La Jolla, 25 settembre 1965) è stato un direttore d'orchestra e violinista russo naturalizzato statunitense.

## Biografia
Nacque a Kiev e studiò musica all'Università Yale. Dal 1916 al 1917 fu direttore musicale della San Francisco People's Philharmonic Orchestra, dove insistette per inserire le donne nella sua orchestra e pagarle come gli uomini. Nel 1918 Sokoloff fu il direttore fondatore e direttore musicale dell'Orchestra di Cleveland, dove rimase fino al 1932. Tra il 1935 e il 1938 diresse il Federal Music Project, un programma del New Deal che impiegava musicisti per esibirsi ed educare il pubblico alla musica. Dal 1938 al 1941 diresse l'Orchestra Sinfonica di Seattle. Quando era direttore d'orchestra, regalò un violino al violinista prodigio, allora di nove anni, Yehudi Menuhin.
Sokoloff era lo zio del pianista Vladimir Sokoloff.